# Pro Patria Gallaratese G.B. 1995-1996
Questa pagina raccoglie le informazioni riguardanti la Pro Patria Gallaratese nelle competizioni ufficiali della stagione 1995-1996.

## Stagione
Nella stagione 1995-96 la Pro Patria dopo nove anni trascorsi tra i dilettanti, torna a disputare il girone A del campionato di Serie C2, con 55 punti ha ottenuto il quinto posto in classifica, ha disputato e perso la semifinale playoff contro il Lumezzane, pareggiando in casa (0-0) e perdendo fuori (1-0), il torneo è stato vinto dal Novara con 67 punti che ha ottenuto la promozione diretta in Serie C1, la seconda promossa è stata l'Alzano Virescit che ha vinto i playoff. Nel mese di giugno 1995 Peppino Mancini, anima e corpo, assieme al figlio Adriano, della Pro Patria per tutti gli anni settanta, viene interpellato dai dirigenti della neopromossa (in C2) Gallaratese, prendendo atto dell'intento dei dirigenti gallaratesi Tosolini e Caravatti, di voler accorpare in una unica società, le attività calcistiche della Gallaratese e della Pro Patria, due società con tanta storia alle spalle. 
A fine giugno 1995 la Gallaratese-Pro Patria srl, viene iscritta al campionato di Serie C2, con le gare casalinghe da disputarsi nello Stadio Carlo Speroni in via Cà Bianca a Busto Arsizio. L'organico dei tigrotti viene totalmente rinnovato, ad allenarli viene chiamato Mario Beretta, e la nuova squadra disputa un campionato eccellente, chiudendolo al 5º posto, partecipa ai playoff, perdendo la semifinale contro il Lumezzane. L'entusiasmo dei tifosi è palpabile, dopo tanti anni di vacche magre, l'8 ottobre nella gara interna contro il Legnano, sono 3.880 gli spettatori che hanno assistito allo Speroni alla vittoria (1-0) dei tigrotti. Anche le promesse della nuova dirigenza, che si proponevano di raggiungere i playoff, dopo una partenza difficoltosa, si sono avverate.

## Rosa
| N. |                   | Ruolo | Calciatore          |
| -- | ----------------- | ----- | ------------------- |
|    | Italia (bandiera) | D     | Roberto Bandirali   |
|    | Italia (bandiera) | D     | Ivan Brambilla      |
|    | Italia (bandiera) | C     | Massimiliano Brizzi |
|    | Italia (bandiera) | C     | Roberto Cardinali   |
|    | Italia (bandiera) | D     | Stefano Citterio    |
|    | Italia (bandiera) | C     | Ivan Ferretti       |
|    | Italia (bandiera) | A     | Riccardo Gori       |
|    | Italia (bandiera) | C     | Cisco Guida         |
|    | Italia (bandiera) | A     | Michele La Falce    |
|    | Italia (bandiera) | C     | Roberto Labadini    |
|    | Italia (bandiera) | P     | Massimo Macchi      |

| N. |                   | Ruolo | Calciatore         |
| -- | ----------------- | ----- | ------------------ |
|    | Italia (bandiera) | C     | Marco Mazziotti    |
|    | Italia (bandiera) | C     | Matteo Moretto     |
|    | Italia (bandiera) | A     | Cristian Morgandi  |
|    | Italia (bandiera) | D     | Luca Paganini      |
|    | Italia (bandiera) | D     | Roberto Pellizzari |
|    | Italia (bandiera) | C     | Umberto Pini       |
|    | Italia (bandiera) | P     | Luca Davide Righi  |
|    | Italia (bandiera) | D     | Fabio Tibaldo      |
|    | Italia (bandiera) | C     | Andrea Tubaldo     |
|    | Italia (bandiera) | C     | Luca Tutone        |
|    | Italia (bandiera) | A     | Giuseppe Vitalone  |

## Risultati

### Campionato

#### Girone di andata
| Arbitro: | Biasutto (Vicenza) |

|                 |           |  |
| Lanzillotta 81’ | Marcatori |  |

| Arbitro: | Saccani (Mantova) |

|             |           |  |
| R. Gori 25’ | Marcatori |  |

| Arbitro: | Cicoianni (Ascoli Piceno) |

|               |           |             |
| Ferracuti 78’ | Marcatori | 56’ R. Gori |

| Busto Arsizio 24 settembre 1995 4ª giornata | Pro Patria                | 0 – 0 | Cremapergo | Stadio Carlo Speroni\| Arbitro: \| Dondarini (Finale Emilia) \| |
| Arbitro:                                    | Dondarini (Finale Emilia) |       |            |                                                                 |

| Arbitro: | P. Rossi (Forlì) |

|                                 |           |                    |
| Pani 32’, 39’ L. Bertarelli 83’ | Marcatori | 85’ (rig.) R. Gori |

| Arbitro: | Bianchi (Prato) |

|             |           |  |
| Tubaldo 14’ | Marcatori |  |

| Lecco 15 ottobre 1995 7ª giornata | Lecco             | 0 – 0 | Pro Patria | Stadio Mario Rigamonti\| Arbitro: \| Tullio (Avezzano) \| |
| Arbitro:                          | Tullio (Avezzano) |       |            |                                                           |

| Arbitro: | Sammarini (Ciampino) |

|                    |           |                                      |
| R. Gori 65’ (rig.) | Marcatori | 24’, 68’ (rig.) Serioli 75’ Milanese |

| Palazzolo sull'Oglio 29 ottobre 1995 9ª giornata | Palazzolo           | 0 – 0 | Pro Patria | Stadio Comunale\| Arbitro: \| Battaglia (Messina) \| |
| Arbitro:                                         | Battaglia (Messina) |       |            |                                                      |

| Arbitro: | Gregoroni (Napoli) |

|                        |           |  |
| Tutone 63’ Moretto 89’ | Marcatori |  |

| Arbitro: | Nicotera (Aprilia) |

|                 |           |  |
| I. Ferretti 64’ | Marcatori |  |

| Arbitro: | Fraracci (Reggio Emilia) |

|                                |           |                        |
| Sarcinella 40’ Sora 74’ (rig.) | Marcatori | 9’ Morgandi 48’ Brizzi |

| Arbitro: | Mulonia (Reggio Calabria) |

|                                                         |           |  |
| Tubaldo 27’ I. Ferretti 38’ (rig.) Guida 48’ Brizzi 78’ | Marcatori |  |

| Arbitro: | V. Esposito (Venezia) |

|  |           |            |
|  | Marcatori | 36’ Brizzi |

| Solbiate Arno 17 dicembre 1995 15ª giornata | Solbiatese              | 0 – 0 | Pro Patria | Stadio Felice Chinetti\| Arbitro: \| Campofiorito (Chiavari) \| |
| Arbitro:                                    | Campofiorito (Chiavari) |       |            |                                                                 |

| Arbitro: | Maselli (Lucca) |

|             |           |  |
| R. Gori 83’ | Marcatori |  |

| Novara 7 gennaio 1996 17ª giornata | Novara              | 0 – 0 | Pro Patria | Stadio Comunale\| Arbitro: \| Mandolito (Cosenza) \| |
| Arbitro:                           | Mandolito (Cosenza) |       |            |                                                      |

#### Girone di ritorno
| Arbitro: | Rotondi (Piombino) |

|              |           |                    |
| Morgandi 39’ | Marcatori | 75’ (aut.) Tubaldo |

| Arbitro: | Griselli (Livorno) |

|  |           |                           |
|  | Marcatori | 33’ Pini 72’ (aut.) Dondo |

| Arbitro: | Bazzi (Modena) |

|                                 |           |  |
| Pini 13’ Tutone 51’ R. Gori 90’ | Marcatori |  |

| Arbitro: | Mariani (Perugia) |

|                     |           |                 |
| Garofalo 47’ (rig.) | Marcatori | 13’ I. Ferretti |

| Arbitro: | Ciulli (Roma) |

|                      |           |                |
| Guida 10’ Tutone 25’ | Marcatori | 41’ Fragliasso |

| Arbitro: | Bertini (Arezzo) |

|  |           |                        |
|  | Marcatori | 90’ (rig.) I. Ferretti |

| Arbitro: | Alvino (Salerno) |

|          |           |              |
| Pini 23’ | Marcatori | 42’ Angeloni |

| Cittadella 10 marzo 1996 25ª giornata | Cittadella      | 0 – 0 | Pro Patria | Stadio Piercesare Tombolato\| Arbitro: \| Cavuoti (Vasto) \| |
| Arbitro:                              | Cavuoti (Vasto) |       |            |                                                              |

| Arbitro: | Perissinotto (Venezia) |

|                             |           |  |
| I. Ferretti 31’ R. Gori 70’ | Marcatori |  |

| Lumezzane 24 marzo 1996 27ª giornata | Lumezzane        | 0 – 0 | Pro Patria | Nuovo Stadio Comunale\| Arbitro: \| Strocchia (Nola) \| |
| Arbitro:                             | Strocchia (Nola) |       |            |                                                         |

| Arbitro: | Verrucci (Fermo) |

|                                       |           |              |
| Di Nicola 13’ (rig.), 45’ (rig.), 72’ | Marcatori | 58’ La Falce |

| Arbitro: | D'Agostini (Frosinone) |

|                                 |           |             |
| R. Gori 55’ (rig.) Labadini 89’ | Marcatori | 90’ Cossato |

| Arbitro: | Capozzi (Vicenza) |

|                            |           |                          |
| G. Ferrari 20’ (rig.), 50’ | Marcatori | 87’ R. Gori 89’ Morgandi |

| Arbitro: | Di Gaspare (San Benedetto del Tronto) |

|              |           |             |
| Morgandi 31’ | Marcatori | 45’ Raineri |

| Busto Arsizio 5 maggio 1996 32ª giornata | Pro Patria     | 0 – 0 | Solbiatese | Stadio Carlo Speroni\| Arbitro: \| Buda (Pescara) \| |
| Arbitro:                                 | Buda (Pescara) |       |            |                                                      |

| Arbitro: | Cossero (Udine) |

|             |           |  |
| Weffort 44’ | Marcatori |  |

| Busto Arsizio 19 maggio 1996 34ª giornata | Pro Patria       | 0 – 0 | Novara | Stadio Carlo Speroni\| Arbitro: \| Pizzini (Verona) \| |
| Arbitro:                                  | Pizzini (Verona) |       |        |                                                        |

### Playoff
| Busto Arsizio 9 giugno 1996 Andata | Pro Patria           | 0 – 0 | Lumezzane | Stadio Carlo Speroni\| Arbitro: \| Calabrese (Avezzano) \| |
| Arbitro:                           | Calabrese (Avezzano) |       |           |                                                            |

| Arbitro: | Sputore (Vasto) |

|           |           |  |
| Salvi 69’ | Marcatori |  |

## Coppa Italia
| Arbitro: | Pozzi (Como) |

|                                     |           |  |
| Passariello 63’ (rig.) Cagliani 78’ | Marcatori |  |

| Busto Arsizio 30 agosto 1995 1º turno - Ritorno | Pro Patria           | 0 – 0 | Solbiatese | Stadio Carlo Speroni\| Arbitro: \| Calcagno (Nichelino) \| |
| Arbitro:                                        | Calcagno (Nichelino) |       |            |                                                            |